# Joopinkari
Joopinkari är en ö i Finland. Den ligger i sjön Vahojärvi och i kommunen Parkano i den ekonomiska regionen  Nordvästra Birkalands ekonomiska region  och landskapet Birkaland, i den sydvästra delen av landet, 210 km norr om huvudstaden Helsingfors. Öns area är omkring 110 kvadratmeter och dess största längd är 30 meter i sydöst-nordvästlig riktning.